# Waasmunster
Waasmunster is een plaats en gemeente in de Belgische provincie Oost-Vlaanderen. Waasmunster ligt in het Land van Waas en aan de Durme, die het grootste deel van de zuidgrens van de gemeente vormt. De gemeente telt ongeveer 11.000 inwoners, die Waasmunsteraars of Waasmunstenaars worden genoemd. Waasmunster ligt aan de E17. Er is een opritten- en afrittencomplex richting Gent en Antwerpen.

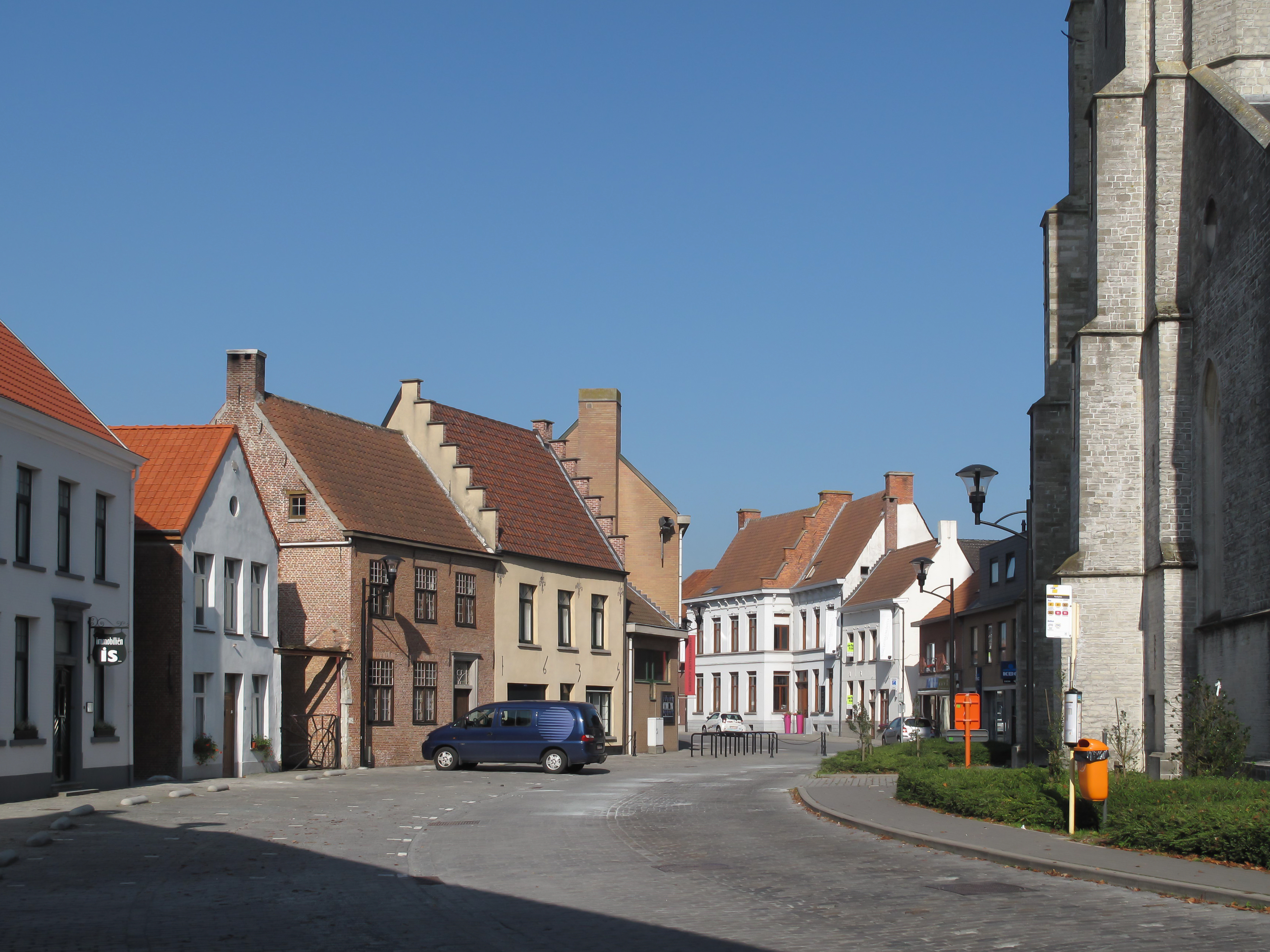
Straatzicht

## Geschiedenis
De naam Waasmunster zou komen van Waes-monasterium, ofwel een klooster in een moerassig land.
Er zijn sporen gevonden van nederzettingen op het grondgebied van Waasmunster uit de Romeinse tijd.
In 1117 werd Waasmunster voor het eerst schriftelijk vermeld, daarmee is de parochie Waasmunster ouder dan deze van Sint-Niklaas. Juridisch gezien, was de parochie Waasmunster samen met Elversele verenigd in dezelfde vierschaar, die recht sprak. Hoger beroep kon men aanteken bij het Wase Leenhof in Sint-Niklaas.
In de 11e eeuw stond hier het gasthuis Hoogendonck, dat in 1238 werd gesloten, aangezien het als slecht beheerd bekend stond. In hetzelfde jaar werd de Abdij van Roosenberg opgericht door de Doornikse bisschop Walter van Marvis. De abdij behoorde tot de orde der victorijnen en was een vrouwenklooster. De abdij kreeg te maken met de Gentse Opstand in 1379, en met plunderingen door de geuzen in 1578. Einde 18e eeuw werd de abdij door het Franse bewind opgeheven. In 1830 keerden de zusters terug naar Waasmunster. In 1975 gingen ze samen met de Mariazusters van Franciscus en ze stichtten een nieuw klooster.
Vanaf 1860 groeide de economische activiteit in Waasmunster. Een belangrijk bedrijf was Manta, een textielfabriek. Deze kwam voort uit Alexis Roos & Cie dat in 1930 werd overgenomen door H. De Lovinfosse, welke al een Manta-fabriek in Opwijk bezat. Tussen 1950 en 1970 was het een succesvol producent van zogeheten Sole Mio-dekens. In de hoogtijdagen werkten er 1200 mensen. Na 1970 ging het bedrijf bergafwaarts en uiteindelijk sloot het.
Waasmunster had een vliegveld, dat in 1939 als hulpvliegveld werd aangelegd en dat kortstondig in gebruik was door de Militaire Luchtvaart. Tijdens W.O. II werd het ook gebruikt door de Duitse Luftwaffe.

## Heraldiek
Het wapenschild van Waasmunster stelt een zeemeermin voor die een raap omhoog houdt. Rapen werden in de streek van het Waasland reeds vanaf de 16e eeuw verbouwd, vooraleer ze als voedergewas verspreid geraakten in de rest van Vlaanderen. De vlag is verdeeld in twee verticale vlakken blauw-geel.

## Kernen
Waasmunster heeft geen deelgemeenten, maar telt naast het centrum wel enkele gehuchten. In het westen ligt het gehucht de Ruiter. In het oosten ligt het dorp Sombeke op de weg naar Elversele. Net als het centrum hebben zowel de Ruiter als Sombeke een eigen parochie.
Een stuk grondgebied ligt ten zuiden van de Durme en hier ligt het gehucht Rodendries, dat op het gehucht Sint-Anna van Hamme aansluit. Ten noordoosten van het dorpscentrum van Waasmunster ligt de Heide, een grote bosrijke residentiële buurt met vooral villa's en restaurants.

## Bezienswaardigheden
- De Dorpskom van Waasmunster is geklasseerd als beschermd dorpsgezicht
- De Onze-Lieve-Vrouw en Sint-Petrus en Pauluskerk
- Het kasteel Blauwendael ligt in een publiek wandelpark en herbergt een heemkundig museum. Dit museum geeft de sociale en culturele geschiedenis van Waasmunster weer.
- Het kasteel Ortegat
- Een monumentale bruine beuk. Met een omtrek van 763 cm (2009) behoort deze boom tot de dikste van België voor zijn soort.[2]
- Het kasteel Les Gobelets, begin 20e eeuw opgericht in neoclassicistische stijl.
- De Mirabrug
- De Abdij van Roosenberg
- De Heidekapel
- De Spaanse Poort, een overblijfsel van een huis van 1665, in de Kerkstraat

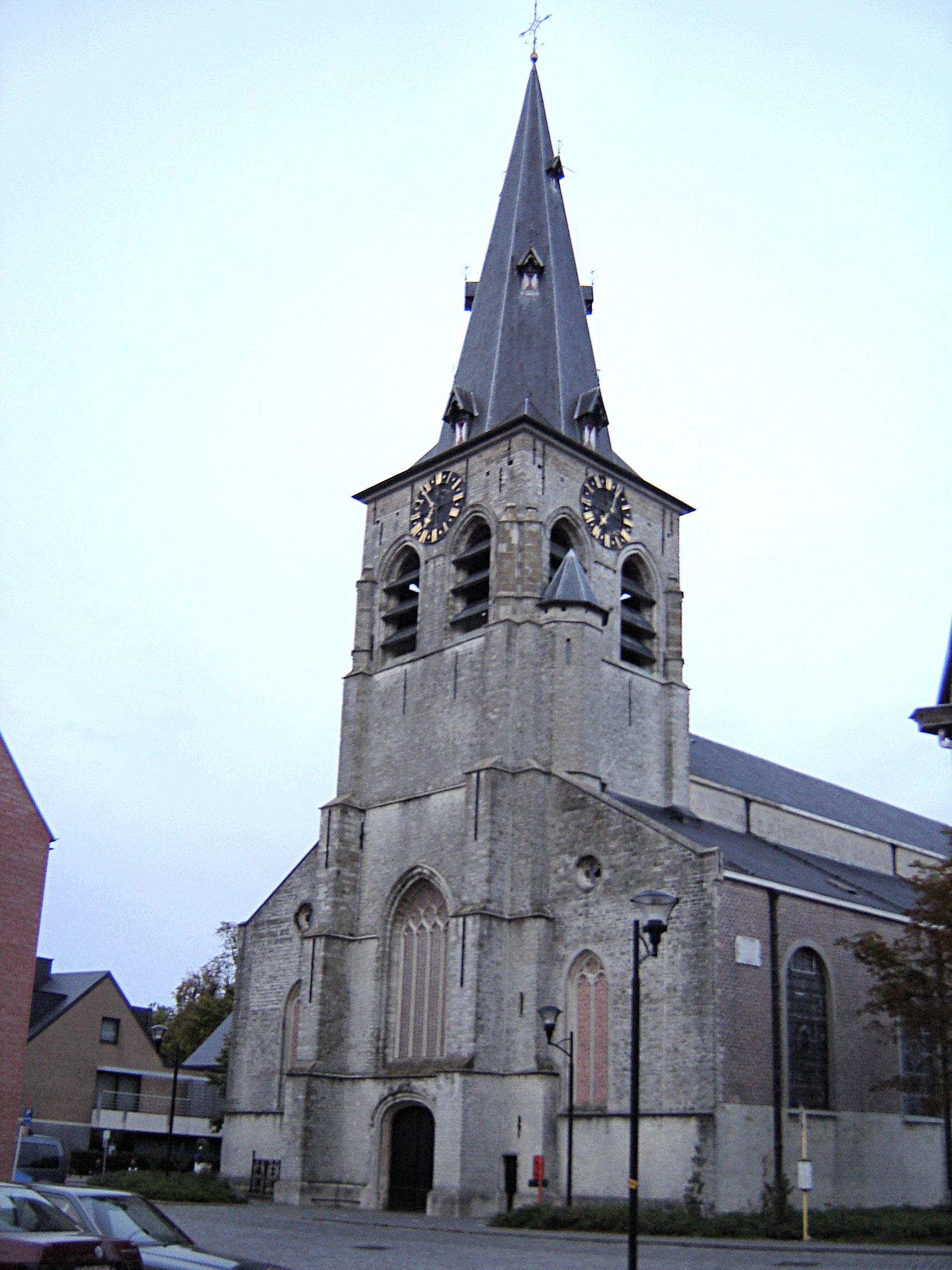
Onze-Lieve-Vrouwkerk

## Natuur en landschap
Waasmunster ligt in Zandig Vlaanderen en het Waasland. De kern ligt in de vallei van de Durme en de hoogte bedraagt 4-5 meter. Op de Cuesta van het Waasland wordt een hoogte tot 30 meter bereikt.
Belangrijke natuurgebieden zijn: De Vaag en de Ketelbossen.

## Demografische ontwikkeling
Alle historische gegevens hebben betrekking op de huidige gemeente, inclusief deelgemeenten, zoals ontstaan na de fusie van 1 januari 1977.
- Bronnen:NIS, Opm:1831 tot en met 1981=volkstellingen; 1990 en later= inwonertal op 1 januari

| Inwoners van jaar tot jaar op 1 januari 1992 tot heden | Inwoners van jaar tot jaar op 1 januari 1992 tot heden | Inwoners van jaar tot jaar op 1 januari 1992 tot heden |
| jaar                                                   | Aantal                                                 | Evolutie: 1992=index 100                               |
| ------------------------------------------------------ | ------------------------------------------------------ | ------------------------------------------------------ |
| 1992                                                   | 9.563                                                  | 100,0                                                  |
| 1993                                                   | 9.732                                                  | 101,8                                                  |
| 1994                                                   | 9.821                                                  | 102,7                                                  |
| 1995                                                   | 9.857                                                  | 103,1                                                  |
| 1996                                                   | 9.899                                                  | 103,5                                                  |
| 1997                                                   | 10.005                                                 | 104,6                                                  |
| 1998                                                   | 10.118                                                 | 105,8                                                  |
| 1999                                                   | 10.150                                                 | 106,1                                                  |
| 2000                                                   | 10.237                                                 | 107,0                                                  |
| 2001                                                   | 10.319                                                 | 107,9                                                  |
| 2002                                                   | 10.411                                                 | 108,9                                                  |
| 2003                                                   | 10.429                                                 | 109,1                                                  |
| 2004                                                   | 10.440                                                 | 109,2                                                  |
| 2005                                                   | 10.370                                                 | 108,4                                                  |
| 2006                                                   | 10.302                                                 | 107,7                                                  |
| 2007                                                   | 10.329                                                 | 108,0                                                  |
| 2008                                                   | 10.314                                                 | 107,9                                                  |
| 2009                                                   | 10.303                                                 | 107,7                                                  |
| 2010                                                   | 10.415                                                 | 108,9                                                  |
| 2011                                                   | 10.499                                                 | 109,8                                                  |
| 2012                                                   | 10.558                                                 | 110,4                                                  |
| 2013                                                   | 10.590                                                 | 110,7                                                  |
| 2014                                                   | 10.641                                                 | 111,3                                                  |
| 2015                                                   | 10.675                                                 | 111,6                                                  |
| 2016                                                   | 10.736                                                 | 112,3                                                  |
| 2017                                                   | 10.749                                                 | 112,4                                                  |
| 2018                                                   | 10.768                                                 | 112,6                                                  |
| 2019                                                   | 10.801                                                 | 112,9                                                  |
| 2020                                                   | 10.933                                                 | 114,3                                                  |
| 2021                                                   | 10.912                                                 | 114,1                                                  |
| 2022                                                   | 11.022                                                 | 115,3                                                  |
| 2023                                                   | 11.177                                                 | 116,9                                                  |
| 2024                                                   | 11.296                                                 | 118,1                                                  |
| 2025                                                   | 11.395                                                 | 119,2                                                  |

## Politiek

### Lijst van burgemeesters
- Benedikt Van Aelbroeck (1801)
- Albertus Livinus Vermeulen (1806)
- André François Van den Bogaerde (1806-1810)
- Eduard Jean Antoine Van Doorslaer (1813)
- Franciscus Emmanuel Leirens (1814)
- Andreas van den Bogaerde van Terbrugge (1818-1820), zoon van A.F. Van den Bogaerde
- Charles Ambroise Van den Bogaerde (1821)
- Hendrik Wuytack (1830)
- Victor de Neve de Roden (1833-1851; 1862-1878),
- Lodewijk Boudewijn De Vuyst (1852)
- Pieter Jacob Cruyl (1855)
- Leo Fideel Eyers (1878)
- Karel Verstraeten (1885-1895)
- Emile de Neve de Roden (katholiek) (1896-1914),
- Désiré Moens (1915-1916)
- Paul De Belie (1917-1920)
- Modest Ide (1921-1936)
- Juul Van Lierde (1927-1938)
- Paul Norbert Sergeant (1939-1943),
- Remy Moens (1944-1949)
- Maria Moens (CVP) (1950-1976),
- René Bocklandt (CVP) (1977-1982),
- Willy Strobbe (CVP) (1982-1994),
- Eric Van Mele (SP) (1995-2000),
- Rik Daelman (VLD) (2001-2012)
- Michel Du Tré (CD&V) (2013-2019)
- Jurgen Bauwens (CD&V) (2019-heden)

### Bestuur 2007-2012
Bij de gemeenteraadsverkiezingen van 8 oktober 2006 won de VLD in Waasmunster twee zetels, het kartel CD&V-N-VA veroverde twee extra zetels ten opzichte van de verkiezingen van 2000, sp.a verloor dan weer een zetel en Groen! verdween uit de gemeenteraad. Zij konden hun enige zetel niet behouden. Het Vlaams Belang behield zijn twee zetels. De nieuw opgerichte lijst 'Leefbaar Waasmunster', met als lijsttrekker ex-sp.a-burgemeester Eric Van Mele behaalde een pover resultaat en wist geen zetels in de wacht te slepen.
De coalitiegesprekken voor een nieuw bestuur liepen niet van een leien dakje. Na de verkiezingen hadden CD&V-N-VA besloten een kartel aan te gaan met sp.a en zo samen naar de onderhandelingstafel te gaan met de VLD. VLD weigerde om in zee te gaan met het grote kartel en liet alles gedijen tot een der partijen van het kartel zou toegeven. Burgemeester bleef de liberaal Rik Daelman.

### Bestuur 2013-2018
Burgemeester is Michel Du Tré (CD&V). Hij leidt een coalitie bestaande uit CD&V en N-VA. Samen vormen ze de meerderheid met 12 op 21 zetels. De liberalen van de Open VLD worden als grootste partij naar de oppositie verwezen.

### Bestuur 2019-2024
Burgemeester is Jurgen Bauwens (CD&V). Hij leidt een coalitie bestaande uit CD&V en N-VA. Samen vormen ze de meerderheid met 12 op 21 zetels. Zijn voorganger, Michel Du Tré overleed in 2019 door ziekte en werd opgevolgd door partijlid Jurgen Bauwens.

### Bestuur 2024-2030
Burgemeester is Jurgen Bauwens (CD&VTeam Burgemeester). Hij leidt een coalitie bestaande uit CD&VTeam en Liberaal Waasmunster. Samen vormen ze de meerderheid met 17 op 21 zetels.

### Resultaten gemeenteraadsverkiezingen sinds 1976
| Partij of kartel     | Partij of kartel                                           | 10-10-1976 | 10-10-1976 | 10-10-1982 | 10-10-1982 | 9-10-1988 | 9-10-1988 | 9-10-1994 | 9-10-1994 | 8-10-2000 | 8-10-2000 | 8-10-2006 | 8-10-2006 | 14-10-2012 | 14-10-2012 | 14-10-2018 | 14-10-2018 | 13-10-2024 | 13-10-2024 |
| Stemmen / Zetels     | Stemmen / Zetels                                           | %          | 19         | %          | 19         | %         | 19        | %         | 19        | %         | 21        | %         | 21        | %          | 21         | %          | 21         | %          | 21         |
| -------------------- | ---------------------------------------------------------- | ---------- | ---------- | ---------- | ---------- | --------- | --------- | --------- | --------- | --------- | --------- | --------- | --------- | ---------- | ---------- | ---------- | ---------- | ---------- | ---------- |
|                      | SP1/ sp.a-spirit2/ sp.a-GroenB / Vooruit3                  | 10,691     | 1          | 14,741     | 2          | 10,121    | 1         | 10,971    | 1         | 12,481    | 2         | 6,892     | 1         | 10,53B     | 1          | -          |            | 1,53       | 0          |
|                      | Agalev1/ Groen!2/ sp.a-GroenB/ Groen3                      | -          |            | -          |            | 5,961     | 0         | 8,391     | 1         | 7,891     | 1         | 6,822     | 0         | 10,53B     | 1          | 8,93       | 1          | 7,13       | 1          |
|                      | PVV1/ VLD2/ Open Vld3/ Liberaal Waasmunster4               | 13,291     | 2          | 15,431     | 3          | 15,41     | 3         | 33,752    | 8         | 37,192    | 9         | 38,092    | 10        | 32,283     | 8          | 30,63      | 7          | 28,74      | 7          |
|                      | CVP1/ CD&V+N-VAA/ CD&V2/ CD&V-LB3/ CD&V/Team Burgemeester4 | 52,541     | 12         | 50,081     | 11         | 43,181    | 11        | 31,911    | 7         | 25,231    | 6         | 32,43A    | 8         | 29,822     | 7          | 37,33      | 9          | 37,04      | 10         |
|                      | VU1/ VU&ID2/ CD&V+N-VAA/ N-VA3                             | 23,481     | 4          | 18,451     | 3          | 7,751     | 1         | 7,471     | 1         | 6,82      | 1         | 32,43A    | 8         | 21,333     | 5          | 16,13      | 3          | 13,23      | 2          |
|                      | Vlaams Blok1/ Vlaams Belang2                               | -          |            | 1,291      | 0          | 2,21      | 0         | 7,511     | 1         | 10,411    | 2         | 12,552    | 2         | 5,072      | 0          | 7,12       | 1          | 9,52       | 1          |
|                      | GEMBEL                                                     | -          |            | -          |            | 15,4      | 3         | -         |           | -         |           | -         |           | -          |            | -          |            | -          |            |
|                      | Anderen(*)                                                 | -          |            | -          |            | -         |           | -         |           | -         |           | 3,21      | 0         | 0,97       | 0          | -          |            | 3,0        | 0          |
| Totaal stemmen       | Totaal stemmen                                             | 5267       | 5267       | 5906       | 5906       | 6487      | 6487      | 6997      | 6997      | 7442      | 7442      | 7752      | 7752      | 7844       | 7844       | 7844       | 7844       | 5755       | 5755       |
| Opkomst %            | Opkomst %                                                  |            |            |            |            | 95,48     | 95,48     | 94,54     | 94,54     | 94,17     | 94,17     | 96,24     | 96,24     | 94,44      | 94,44      | 93,4       | 93,4       | 66,6       | 66,6       |
| Blanco en ongeldig % | Blanco en ongeldig %                                       | 3,87       | 3,87       | 4,11       | 4,11       | 3,28      | 3,28      | 3,36      | 3,36      | 2,55      | 2,55      | 2,44      | 2,44      | 2,92       | 2,92       | 2,8        | 2,8        | 0,9        | 0,9        |

De zetels van de gevormde meerderheid staan vetjes afgedrukt. De grootste partij is in kleur.
De rode cijfers naast de gegevens duiden aan onder welke naam de partijen telkens bij een verkiezing opkwamen.
(*) 2006: Leefbaar Waasmunster (3,21%) / 2012: Volksbelang (0,97%) / 2024: ANDERS (3,0%)

## Bekende Waasmunsteraars

### Geboren in Waasmunster
- Louis Courtois (1785 - 1859), Belgisch goochelaar
- Edmond Verstraeten (1870-1956), Belgisch kunstschilder
- Cyriel Geerinck (1889 - 1955), Belgisch dichter
- Urbain Gerlo (1897 - 1986), Belgisch kunstschilder
- Urbain Haesaert (1941), Belgisch voetbalscout en voormalig voetbalcoach
- Nico Vergeylen (1968), Tafeltennisser

### Overleden in Waasmunster
- Joanna Maria van Doorselaer de ten Ryen, abdis van Roosenberg.
- Frank Baur (1887 - 1969), Belgisch senator en professor
- Florrie Rost van Tonningen-Heubel (1914 - 2007), Nederlands nationaalsocialiste
- Paul Van de Velde (1922 - 1972), Belgisch televisiepresentator

### Wonende in Waasmunster
- Jan De Clerck, eigenaar van de Domo Group
- Aimé Anthuenis, voormalig bondscoach Belgisch voetbalelftal
- Philippe Clement, ex-voetballer en huidig trainer AS Monaco

### Gewoond in Waasmunster
- Stijn Baert, Belgisch econoom en professor
- Helmut Lotti, Belgisch zanger en pianist
- Chris Van den Durpel, Belgisch imitator en acteur
- Joyce Van Nimmen, model

## Partnersteden
- Kranjska Gora (Slovenië)

## Nabijgelegen kernen
Sombeke, Duizend Appels, Ruiter, Zogge, Belsele, Hamme